# مختصر السهيلي
مُختصر السُّهيلي في الخلاف بين أبي حنيفة والشافعي هو كتاب للقاضي أبي علي الحسن بن الحارث الحبوبي الخوارزمي الحنفي( ت 400هـ). يعرض الكتاب المسائل الفقهية المتفق عليها بين المذهبين الحنفي والشافعي بالإضافة إلى المسائل التي اختلفا فيها، مع الاستدلال على آراء كل مذهب في المسائل المختلف فيها.

## نبذة عن الكتاب
والكتاب سلطاني ألفه الحبوبي لأبي الحسين أحمد بن محمد السُّهَيلي الخوارزمي الحنفي. يسعى المؤلف في هذا الكتاب إلى الجمع فيه بين القولين المختلفين في المسائل الفقهية بين المذهبين الحنفي والشافعي، حتى وإن كان أحد القولين ضعيفًا لدى أحد المذهبين، وذلك كما يظهر في اختياراته الفقهية. تم طبع الكتاب لأول مرة في 3 شوال عام 1443 هـ. بتحقيق نايف بن نافع العمري، الذي ذكر في مقدمة الكتاب قصة العثور عليه.
كما قام عبدالله البطاطي بتعريف الكتاب وعرض محتواه في حلقة رقم 455 من برنامج " الخزانة".